# Зграда Економске школе
Зграда Економске школе у Београду, налази се у Цетињској улици, на територији градске општине Стари град. Зграда је подигнута 1929. године по пројекту архитекте Јосифа Најмана за смештај трговачке школе која је као просветна установа основана 23. септембра 1844. године под називом Послено–трговачко училиште. Представља непокретно културно добро као споменик културе.
Подигнута је средствима „Задужбинског фонда Васе и Николе, браће Радојковић“, трговаца из Београда. Грађевина је саграђена под утицајем академизма, конципирана и подређена функцији за коју је изграђена, захваљујући угаоном положају поседује две бочне и једну централну фасаду која фланкира засечени угао, док су фасаде решене само степеновањем крила и централног дела.